# Kurdistan thuộc Iraq
Kurdistan thuộc Iraq, tên chính thức là Khu vực Kurdistan (tiếng Kurd: هه‌رێمی کوردستان, chuyển tự: Herêmî Kurdistan; tiếng Ả Rập: إقليم كردستان, chuyển tự Iqlīm Kurdistān), nằm ở phía bắc Iraq và là khu tự trị duy nhất của quốc gia này. Với vị thế giáp với các khu vực định cư của người Kurd ở Iran về phía đông, Thổ Nhĩ Kỳ về phía bắc và Syria về phía tây, khu vực này còn được gọi là Nam Kurdistan (tiếng Trung Kurd: باشووری کوردستان; tiếng Bắc Kurd: Başûrê Kurdistanê). Khu vực này được Chính phủ Khu vực Kurdistan quản lý, với thủ đô là Erbil.
Kurdistan là một nền dân chủ nghị viện với một hội đồng khu vực bao gồm 111 ghế. Masoud Barzani, người đầu tiên được bầu làm tổng thống năm 2005, tái đắc cử vào năm 2009. Vào tháng 8 năm 2013 nghị viện kéo dài nhiệm kỳ tổng thống của ông thêm hai năm. Nhiệm kỳ của ông kết thúc và ngày 19 tháng 8 năm 2015 sau khi các chính đảng không đi tới thỏa thuận kéo dài nhiệm kỳ cho ông. Hiến pháp mới của Iraq xác định Khu vực Kurdistan là một chính thể liên bang thuộc Iraq, và đưa tiếng Kurd và tiếng Arab làm ngôn ngữ chính thức của Iraq. Bốn tỉnh Duhok, Hawler, Silemani, và Halabja chiếm khoảng 41.710 kilômét vuông (16.100 dặm vuông Anh) và có dân số 5,5 triệu người (2015). Năm 2014, trong cuộc khủng hoảng Iraq 2014, các lực lượng Kurdistan thuộc Iraq chiếm được khá nhiều vùng lãnh thổ tranh chấp Bắc Iraq.
Sự thành lập Khu vực Kurdistan bắt nguồn từ hiệp định quyền tự trị tháng 3/1970 giữa phe đối lập người Kurd và chính phủ Iraq sau nhiều năm xung đột khốc liệt. Tuy vậy hiệp định không được thực thi và vào năm 1974 miền bắc Iraq lại chìm trong một cuộc xung đột đẫm máu khác giữa người Kurd và chính phủ thân Ả Rập của Iraq. Sau đó Chiến tranh Iran-Iraq 1980–88 và đặc biệt là chiến dịch diệt chủng Anfal của quân Iraq đã gây tổn hại lớn đến dân cư và tự nhiên của Kurdistan thuộc Iraq. Sau cuộc nổi dậy năm 1991 của người Kurd ở miền bắc và người hồi giáo Shia ở miền nam chống lại Saddam Hussein, quân Peshmerga (quân đội của người Kurd thuộc Iraq) đã đẩy lùi được quân Iraq khỏi khu vực phía bắc. Mặc dù thương vong đáng kể và cuộc khủng hoảng tị nạn ở các khu vực biên giới Iran và Thổ Nhĩ Kỳ thì chiến thắng của Peshmerga và sự thành lập vùng cấm bay ở miền bắc Iraq sau Chiến tranh vùng Vịnh 1991 đã tạo đà cho quyền tự trị của người Kurd và thúc đẩy cho sự trở lại của người Kurd tị nạn. Do người Kurd không ngừng giao tranh với quân chính phủ, quân đội Iraq buộc phải rút khỏi Kurdistan vào tháng 10 năm 1991 và đành chấp nhận thể chế tự trị de facto của khu vực này. Năm 1992, các phong trào chính trị lớn của KDP và PUK đã lập nên Chính phủ Khu vực Kurdistan bán tự trị. Cuộc tấn công Iraq 2003 và các thay đổi về chính trị mở đầu cho việc phê chuẩn Hiến pháp Iraq mới vào năm 2005.